# علاج بالليثيوم
العلاج بالليثيوم هي مجموعة الطرق التي تستخدم مركبات الليثيوم في الطب النفسي كمثبتات للمزاج من أجل علاج الاضطراب ثنائي القطب بشكل أساسي، حيث يلعب دوراً في علاج الاكتئاب والهوس المرافق لهذه الحالة، كما أنه يخفف من خطر انتحار الأشخاص المصابين بهذا الاضطراب.
يعد مركب كربونات الليثيوم، والذي يباع تحت أسماء تجارية عدة، أكثر مركبات الليثيوم انتشاراً في علاج الحالات النفسية العصبية، وذلك بالإضافة إلى مركب سترات الليثيوم وأوروتات الليثيوم. استخدم في السابق مركبات هاليدات الليثيوم المختلفة في العلاج، إلا أن الآثار الجانبية نتيجة السميّة حدّت من انتشارها.
هناك عدة تفسيرات للآلية التي يعمل بها العلاج بالليثيوم، إلا أن التفسير الكيميائي الحيوي المفصل لا يزال غير معروف.

## الاستعمال الطبي
تستخدم مركبات الليثيوم بشكل أساسي في علاج الاضطراب ثنائي القطب. يستخدم في علاج الحالات العصبية النفسية الأخرى مثل الاضطراب الاكتئابي والفصام وبعض الأمراض النفسية الأخرى عند الأطفال. وجد أن لمركبات الليثيوم تأثير في تخفيض مخاطر الانتحار، وذلك بشكل منفرد مقارنة مع الأدوية النفسية الأخرى. إن جرعة مركبات الليثيوم المعطاة يجب أن تكون أقل من الحد الدنى للسميّة الموافقة للمركب المعطى، ويتم مراقبة ذلك عادة بإجراء تحليل مستمر للدم أثناء العلاج.
في بعض الحالات المرضية، وجد أن استعمال تراكيز منخفضة من أوروتات الليثيوم وأسبارتات الليثيوم يمكن أن تحمي الدماغ وتساعد على نمو المادة الرمادية في القشرة المخية، ويبطئ من انتشار مرض آلزهايمر والخرف ومرض باركنسون. وجد أن كميات قليلة من الليثيوم المتوفر طبيعياً في مياه الشرب يمكن أن تقلل من خطر الانتحار عند الأشخاص المصابين بصدمات نفسية.